# Viktor Wallner
Viktor Wallner (* 20. Dezember 1922 in Wien; † 21. Juli 2012 in Baden) war ein österreichischer Politiker der ÖVP. Von 1965 bis 1988 war er Bürgermeister der Stadt Baden bei Wien.

## Leben und Wirken
Viktor Wallner wurde 1922 in Wien geboren und musste in den Jahren 1940 bis 1945 seinen Militärdienst ableisten. Dabei verlor er seinen rechten Arm. Nach dem Zweiten Weltkrieg studierte er an der Universität Wien Germanistik und Geschichte und begann bereits 1947 mit dem Lehramt. Der Magister Phil. war in den Jahren 1968 bis 1982 Direktor am Badener Gymnasium in der Biondekgasse.
Wallner ging in die Politik, war ab 1960 Stadtrat und von 1965 bis 1988 23 Jahre lang Bürgermeisters von Baden. Sein Nachfolger als Bürgermeister wurde August Breininger. Als Autor brachte er zahlreiche lokal- wie kulturhistorische Publikationen heraus.
Von 1968 bis 1990 war Wallner Präsident des Österreichischen Heilbäder- und Kurorteverbandes. In den Jahren 1970 bis 1982 war er zusätzlich Vizepräsident des Österreichischen Städtebundes.
Die höchste politische Funktion hatte er von 11. Juli 1974 bis 4. November 1983 als Abgeordneter des Niederösterreichischen Landtages in der X. und XI. Legislaturperiode.
Viktor Wallner verstarb am 21. Juli 2012 im 90. Lebensjahr an seinem Wohnort in Baden bei Wien, Kaiser-Franz-Ring 9 (Zellerhof) und wurde am 2. August in Anwesenheit zahlreicher Honoratioren aus Politik und Gesellschaft am Stadtpfarrfriedhof Baden zur letzten Ruhe bestattet. Er war der Vater der österreichischen Schriftstellerin Marlene Streeruwitz.

## Auszeichnungen
Wallner war Mitbegründer des Badener Hilfswerkes und Träger zahlreicher Auszeichnungen, darunter: 
- Ehrenbürger der Stadt Baden
- Goldener Ehrenring der Stadt Baden
- Großes Silbernes Ehrenzeichen für Verdienste um die Republik Österreich (1999)[4]
- und Ehrenobmann der ÖVP Baden
- Hofrat
- Im Juli 2016 benannte die Stadtgemeinde Baden im Dobelhoffpark den "Viktor Wallner-Platz" nach ihm.[5]

## Werke
- Kurstadt Baden bei Wien. Kleine Kunstführer, Band 796, ZDB-ID 51387-8. Erste Auflage. Schnell & Steiner, München (u. a.) 1964.
- 20 Jahre Baden bei Wien, 1945–1965. Amtliches Nachrichtenblatt der Stadtgemeinde Baden. Sondernummer. Baden 1965.
- Kongreßhaus der Kurstadt Baden bei Wien. Zur Eröffnung am 1. Mai 1968. Stadtgemeinde Baden, Baden 1968.
- Kurmittelhaus und Thermalhallenbad Baden bei Wien. Amtliches Nachrichtenblatt der Stadtgemeinde Baden. Sonderdruck. Baden 1974.
- 10 Jahre Baden bei Wien, 1965–1975. Amtliches Nachrichtenblatt der Stadtgemeinde Baden. Sondernummer. Baden 1975.
- Sport- und Veranstaltungshalle Baden bei Wien. Zur Eröffnung am 7. September 1980. 500 Jahre Stadt Baden 1480–1980. Stadtgemeinde Baden, Baden 1980.
- —, Franz Hubmann (Fotogr.): Baden bei Wien. Plauderei über eine Stadt. Erste Auflage. Verlag Niederösterreichisches Pressehaus, St. Pölten 1980.
  - Zweite Auflage. 1987, ISBN 3-85326-493-X.
- —, Freunde, Mitbürger und Schüler (Hrsg.): Humanes und Urbanes. Festschrift für den Bürgermeister der Stadt Baden Hofrat Professor Viktor Wallner Abgeordneter zum Niederösterreichischen Landtag. Erste Auflage. Verlag Niederösterreichisches Pressehaus, St. Pölten 1982, ISBN 3-85326-662-8. – Inhaltsverzeichnis (PDF).
  - darin: Die Bauten Josef Kornhäusels in Baden. Die Baubedingungen eines Architekten in Baden des Vormärz. S. 398–419.[Anm. 1]
- Das Türkenjahr 1683 in Baden. Ausstellung 26. August bis 24. September 1983, Sparkasse Baden, Hauptplatz. Stadtgemeinde Baden, Baden 1983.
- Poetische Merkregeln für eine kluge Politik. In: Herbert Schambeck (Hrsg.): Agostino Casaroli: Pro fide et iustitia. Festschrift für Agostino Kardinal Casaroli zum 70. Geburtstag. Duncker & Humblot, Berlin 1984. – Inhaltsverzeichnis (PDF).
- Bad’ner G’schichten. Grasl, Baden 1985.
  - Zweite, verbesserte Auflage. 1986.
- Badener Melange. Gedanken zur Zeit. Faber-Verlag, Krems 1985.
- —, Freunde, Mitbürger und Schüler (Hrsg.): Badener Betrachtungen. Ausgewählte Reden und Schriften. Grasl, Baden 1987, ISBN 3-85098-181-9.
  - darin: 50 Jahre Spielcasino Baden. S. 97–128, sowie
  - Er sah die Muse ohne Schleier (Karl Komzák), S. 140–152, sowie
  - Franz Lehár. Von der Militärmusik in der Zeit der „Silbernen Operette“, S. 166–177.
- Baden und sein Kunstverein. Kunstverein Baden, Baden 1988.
- Erinnerung an die Gründung der Pädagogischen Akademie Baden. In: Franz Gstettner (Hrsg.): Friedrich Haiker (Red.): Paedagogia Badensis. 20 Jahre Pädagogische Akademie Baden. Pädagogische Akademie des Bundes (Baden), Baden 1988.
- —, August Breininger: Er sah die Muse ohne Schleier (Karl Komzák). Sonderdruck aus: Badener Betrachtungen. Grasl, Baden 1989.
- Neue Bad’ner G’schichten. Erste Auflage. Grasl, Baden 1989.
- Die „Bauschübe“ in Kurorten und ihre (meist personellen) Ursachen am Beispiel von Baden bei Wien. S.n., s.l. 1991.
- Katharina Schratt. Eine Badenerin als Freundin Kaiser Franz Joseph I. Zur fünfzigsten Wiederkehr ihres Todesjahres. (Sonderdruck aus: —: Badener Betrachtungen). Neue Badener Blätter, Unterhaltsames und Wissenswertes aus dem Kurort Baden bei Wien, Band 1,1, ZDB-ID 2161928-1. Gesellschaft der Freunde Badens und Städtische Sammlungen, Archiv/Rollettmuseum der Stadtgemeinde Baden, Baden 1990.
  - Zweite Auflage. unter dem Titel: Eine Badenerin als Freundin von Kaiser Franz Joseph I. Band 9,3, 1998.
- Badener Theaterg’schichten. Neue Badener Blätter, Unterhaltsames und Wissenswertes aus dem Kurort Baden bei Wien, Band 1,2, ZDB-ID 2161928-1. Gesellschaft der Freunde Badens und Städtische Sammlungen, Archiv/Rollettmuseum der Stadtgemeinde Baden, Baden 1990.
- — (Hrsg.): Franz Grillparzer und Baden. Eine Zusammenstellung. Erste Auflage. Neue Badener Blätter, Unterhaltsames und Wissenswertes aus dem Kurort Baden bei Wien, Band 2,2, ZDB-ID 2161928-1. Gesellschaft der Freunde Badens und der Städtischen Sammlungen – Archiv Rollettmuseum, Baden 1990.
  - darin: Franz Grillparzer – ein österreichischer Dichter und Beamter. S. 5–16, sowie
  - Franz Grillparzers und seine Aufenthalte in Baden, S. 72–82.
    - Zweite Auflage. 1996.
- Rendezvous in Mayerling. Grasl, Baden 1990, ISBN 3-85098-197-5.
- Wolfgang Amadeus Mozart und Baden. Eine Zusammenstellung. Neue Badener Blätter, Unterhaltsames und Wissenswertes aus dem Kurort Baden bei Wien, Band 2,4, ZDB-ID 2161928-1. Gesellschaft der Freunde Badens und der Städtischen Sammlungen – Archiv Rollettmuseum, Baden 1990.
  - Zweite Auflage. Band 9,1, 1998.
- Die „Leichte“ Muse in Baden – Karl Millöcker, Karl Zeller, Karl Komzák. Neue Badener Blätter, Unterhaltsames und Wissenswertes aus dem Kurort Baden bei Wien, Band 3,1, ZDB-ID 2161928-1. Gesellschaft der Freunde Badens und der Städtischen Sammlungen – Archiv Rollettmuseum, Baden 1992.
- —, Gerhard Weber: 200 Jahre Kurpark in Baden. Eine Zusammenstellung. Erste Auflage. Neue Badener Blätter, Unterhaltsames und Wissenswertes aus dem Kurort Baden bei Wien, Band 3,2, ZDB-ID 2161928-1. Gesellschaft der Freunde Badens und Städtische Sammlungen - Archiv, Rollettmuseum der Stadtgemeinde Baden, Baden 1992.
  - darin: 200 Jahre Kurpark in Baden – Versuch einer Zeittafel, S. 9–15, sowie
  - Der Kurpark und seine Einrichtungen, S. 16–52.
    - Zweite Auflage. Nachdruck unter dem Titel: Der Kurpark in Baden. 1994.
- (Zsstg.:) Hans Hobik, Gerhard Reichebner, —: 100 Jahre Trabrennverein zu Baden bei Wien. Neue Badener Blätter, Unterhaltsames und Wissenswertes aus dem Kurort Baden bei Wien, Band 3,3, ZDB-ID 2161928-1. Gesellschaft der Freunde Badens und der Städtischen Sammlungen – Archiv Rollettmuseum, Baden 1992.
- Der „Gute Kaiser Franz“ und seine „Sommerresidenz“ Baden. Neue Badener Blätter, Unterhaltsames und Wissenswertes aus dem Kurort Baden bei Wien, Band 3,4, ZDB-ID 2161928-1. Gesellschaft der Freunde Badens und der Städtischen Sammlungen – Archiv Rollettmuseum, Baden 1992.
  - Zweite Auflage. 1996.
- Bunte Bad’ner G’schichten. Erste Auflage. Grasl, Baden 1992.
- — (Zsstg.): Zwischen Fächer und Bubikopf. Die „vergessene“ Emanzipation in Baden. Fanny Arnstein, Karoline Pichler, Betty Paoli, Marianne Hainisch, Adolfine Malcher. Neue Badener Blätter, Unterhaltsames und Wissenswertes aus dem Kurort Baden bei Wien, Band 4,2, ZDB-ID 2161928-1. Verlag der Gesellschaft der Freunde Badens und der Städtischen Sammlungen, Baden 1993.
- — (Zsstg.): Ferdinand I. und Maria Luise. Zwei berühmte Besucher Badens. Neue Badener Blätter, Unterhaltsames und Wissenswertes aus dem Kurort Baden bei Wien, Band 4,3, ZDB-ID 2161928-1. Verlag der Gesellschaft der Freunde Badens und der Städtischen Sammlungen, Baden 1993.
  - Zweite Auflage. Band 8,1, 1996.
- Josef Lanner und Carl Michael Ziehrer. Zwei Walzerfürsten in Baden oder „so schön, wie’s einmal war, so wird’s net mehr …“ Neue Badener Blätter, Unterhaltsames und Wissenswertes aus dem Kurort Baden bei Wien, Band 4,5, ZDB-ID 2161928-1. Verlag der Gesellschaft der Freunde Badens und der Städtischen Sammlungen, Baden 1993.
- Das Spielcasino Baden. 1934–1994. Eine Zusammenstellung. Neue Badener Blätter, Unterhaltsames und Wissenswertes aus dem Kurort Baden bei Wien, Band 5,2, ZDB-ID 2161928-1. Verlag der Gesellschaft der Freunde Badens und der Städtischen Sammlungen, Baden 1994.
- Ludwig van Beethoven und Baden. Ein schwieriger Zeitgenosse in Niederösterreich. Eine Zusammenstellung. Erste Auflage. Neue Badener Blätter, Unterhaltsames und Wissenswertes aus dem Kurort Baden bei Wien, Band 5,3, ZDB-ID 2161928-1. Verlag der Gesellschaft der Freunde Badens und der Städtischen Sammlungen, Baden 1994.
  - Zweite Auflage. Band 9,2, 1998.
- Das alte Baden. J & V, Edition Wien, Dachs-Verlag, Wien 1994, ISBN 3-224-17570-2.
- — (Zsstg.): Von der Kommandantur zum Kongresscasino. 50 Jahre Baden in Daten und Bildern. 1945–1995. Neue Badener Blätter, Unterhaltsames und Wissenswertes aus dem Kurort Baden bei Wien, Band 6,1, ZDB-ID 2161928-1. Verlag der Gesellschaft der Freunde Badens und der Städtischen Sammlungen, Baden 1995.
- Russen, Bäder und Casinos. Baden von 1945–1995. Gesellschaft der Freunde Badens, Baden 1995.
- — (Wiss. Leitung, Hrsg.): Der niederösterreichische Bezirk Baden und seine Gemeinden. Eine Publikation der Gemeinden des Verwaltungsbezirkes Baden. Historisches, Aktuelles, Wissenswertes, Statistisches. Niederösterreichische Verlagsgesellschaft, Wiener Neustadt 1995.
- —, Jörg Swetina: Die Malchers in Baden. Eine weltoffene Familie. Eine Zusammenstellung. Neue Badener Blätter, Unterhaltsames und Wissenswertes aus dem Kurort Baden bei Wien, Band 7,1, ZDB-ID 2161928-1. Verlag der Gesellschaft der Freunde Badens und der Städtischen Sammlungen, Baden 1996.
  - darin: Adolfine Malcher – eine „Afrikanerin“ wird zur „Metternich von Baden“. S. 5–35.
- — (Zsstg.): Baden zur Zeit der österreichisch-ungarischen Monarchie. Der Kurort in Daten und Bildern. 1867–1918. Neue Badener Blätter, Unterhaltsames und Wissenswertes aus dem Kurort Baden bei Wien, Band 8,2, ZDB-ID 2161928-1. Verlag der Gesellschaft der Freunde Badens und der Städtischen Sammlungen, Baden 1997.
- Kaiser, Kuren und Kommandos. Baden von 1804–1918. Gesellschaft der Freunde Badens, Baden 1999.
- „Um den Geist der Arbeitsamkeit und Sparsamkeit zu beleben“. In: Otto Wolkerstorfer: Walzerseligkeit und Alltag. Baden in der 2. Hälfte des 19. Jahrhunderts. Grasl, Baden 1999, ISBN 3-85098-243-2, S. 94 ff.
- Die Geschichte des Stadttheaters in Baden. In: Otto Wolkerstorfer: Walzerseligkeit und Alltag. Baden in der 2. Hälfte des 19. Jahrhunderts. Grasl, Baden 1999, ISBN 3-85098-243-2, S. 180–186.
- Das Kurorchester. In: Otto Wolkerstorfer: Walzerseligkeit und Alltag. Baden in der 2. Hälfte des 19. Jahrhunderts. Grasl, Baden 1999, ISBN 3-85098-243-2, S. 187–193.
- Jubiläumsstadttheater Baden 1909–1989. In: 90 Jahre Stadttheater Baden. In: Hans-Gerd Ramacher (Red.): Amtliches Nachrichtenblatt der Stadtgemeinde Baden. Band 6.1999 (XLIV. Jahrgang), ZDB-ID 2302953-5. Stadtgemeinde, Baden 1999.
- —, Gerhard Weber: Das Badener Rosarium. Eine Zusammenstellung. Zweite Auflage. von Band 3,5. Neue Badener Blätter, Unterhaltsames und Wissenswertes aus dem Kurort Baden bei Wien, Band 11,1, ZDB-ID 2161928-1. Verlag der Gesellschaft der Freunde Badens und der Städtischen Sammlungen, Baden 2000.
  - darin: Schloß Weikersdorf, seine Besitzer und das Rosarium – eine Zeittafel. S. 9–45.
- Häuser, Menschen und Geschichten – ein Badener Anekdotenspaziergang. Gesellschaft der Freunde Badens, Baden 2002.